# Lučchuan-pchingmienské války
Lučchuan-pchingmienské války v letech 1436–1449 byla série ničivých válek mezi říší Ming a šanským státem Mong Mao (čínsky Lu-čchuan, případně Lu-čchuan Pching-mien), probíhající v jihozápadním pohraničí Číny, na pomezí provincie Jün-nan a severu dnešního Myanmaru. Války vyvolal mocenský vzestup Mong Maa, vyhodnocený Mingy jako nebezpečí pro jejich dominanci v regionu. Boje vyústily v porážku a rozdrobení Mong Maa a potvrzení mingské nadvlády nad oblastí.

## Vzestup Lu-čchuanu a první válka (1436–1439)
Na jihozápadních hranicích čínské říše Ming se koncem 14. století svářila řada šanských států a náčelnictví volně spojených v rámci státu Mong Mao s centrem v Lu-čchuanu, v čínských pramenech nazývaného též Lu-čchuan – Pching-mien (Pching-mien a Lu-čchuan byly ve 14. století samostatné útvary), který většinou odváděl tribut říši Ming a uznával její svrchovanost. Mingská kontrola nad oblastí zeslábla, když mingskou pozornost od jünnanského pohraničí odvedla válka ve Vietnamu v letech 1406–1428. Císař Süan-te (vládl 1425–1435) začal po stažení z Vietnamu opět posilovat mingský vliv v regionu.
V Lu-čchuanu od roku 1413 vládl ambiciózní S’ Jen-fa (Thonganbwa), který si koncem 20. let začal ozbrojenou silou podrobovat oblasti odtržené od jeho státu říší Ming v prvních letech 15. století. Expanzívnost Lu-čchuanu byla součástí obecného růstu násilností a mocenských konfliktů v Jün-nanu. Na žádost jünnanských úřadů o vojenský zásah proti Lu-čchuanu roku 1428 odpověděla mingská vláda, že problémy se mají řešit diplomatickou cestou. Násilnosti na jihozápadě neutichaly ani ve 30. letech, až nakonec roku 1434 Süan-te rozhodl o vypravení trestné vojenské expedice. Jeho úmrtí následující rok a nástup nedospělého císaře Jing-cunga přípravy na tažení zastavilo. S’ Jen-fa zatím pokračoval v expanzi, od roku 1436 Lu-čchuan ohrožoval mingské pozice v oblasti a roku 1438 útočil už i přímo na mingská území. Současně vysílal do Pekingu poselstva s tributem a vyjádřením pokory, ale to už mingské úřady chápaly jen jako zástěrku jeho nepřátelských úmyslů.
Koncem roku 1438 padlo konečné rozhodnutí – vojenský velitel Jün-nanu Mu Šeng dostal rozkaz zaútočit na Lu-čchuan s armádou odvedenců z Kuej-čou a Chu-kuangu. Mingská armáda, se spojeneckými oddíly barmské Avy a šanského Hsenwi, v prvním náporu porazila lučchuanské oddíly, ale poté se vlivem nezvyklého klimatu a obtížného zásobování začala rozpadat. Následoval útok reorganizovaných šanských nepřátel a roku 1440 těžká mingská porážka.

## Druhá válka (1441–1442)
Druhá válka proběhla v letech 1441–1442. V Pekingu, hlavním městě říše Ming, eunuch a císařův důvěrník Wang Čen, považoval daňovou politiku císařovny vdovy Čang (císařovna vdova stála v čele vlády) za příliš shovívavou a ve válce na jihozápadě uviděl příležitost ke zvýšení státních příjmů. Ze „tří Jangů“, mocných velkých sekretářů, Jang Žung už zemřel a Jang Pchu se chtěl stáhnout z politiky, a tak byl Wang Čen schopen překonat odpor Jang Š’-čchiho a viceministra trestů Che Wen-jüana, kteří tvrdili, že záležitost je nevýznamná a vzdálená. Navíc Čang Fu, vévoda Jing-kuo a nejrespektovanější generál v Pekingu, podpořil Wang Čena prohlášením, že zachování prestiže říše je mimo diskuzi.
Mingská vláda poslala do Jün-nanu posily ze S’-čchuanu, Kuej-čou a Chu-kuangu a začátkem roku 1441 byl celkovým velením pověřen ministr vojenství Wang Ťi. Wang Ťi byl zkušený úředník a administrátor, který od roku 1435 zastával funkci ministra vojenství. V lučchuan-pchingmienských válkách velel v letech 1441–1449 druhému až čtvrtému tažení. Měl titul cung-tu ťün-wu (nejvyšší velitel, 总督军务). Bylo to poprvé ve vojenské historii říše Ming, kdy se dostalo vrchní velení vojsk civilistovi, konfuciánsky vzdělanému úředníkovi. Asistovali mu eunuch Cchao Ťi-siang, který měl na starosti střelné zbraně, Ťiang Kuej (1380–1449), markýz z Ting-š’, a Sü Si, zástupce ministra vojenství.
Wang Ťi měl k dispozici 50 tisíc mužů. Pod jeho vedením mingská vojska porazila Šany a obsadila Lu-čchuan. S’ Jen-fa už dříve (roku 1438) přenesl centrum své administrativy na západ do Mong Kaung, nedaleko od Mong Jang ovládaného Avou. Barmánci Mong Kaung oblehli, dobyli a S’ Jen-faa zajali. Kdo zajme S’ Jen-faa měl dostat Lu-čchuan, ovšem na žádost krále Avy v tomto smyslu mingské úřady nereagovaly. Území Lu-čchuanu Číňané rozdělili a předali jiným šanským vůdcům. Zatím na místo S’ Jen-faa nastoupil jeho syn S' Ťi-fa a ovládl oblast Mong Jang západně od řeky Iravádí.
Po úspěšném tažení byl roku 1442 Wang Ťi odměněn titulem hraběte z Ťing-jüan, přičemž Sü Si ho vystřídal na ministerstvu vojenství. Kritika, že zdroje potřebné na obranu severní hranice jsou odčerpávány na jihu, byla potlačena.

## Třetí a čtvrtá válka (1443–1444 a 1448–1449) a důsledky bojů
S’ Ťi-fa se pokusil navázat korektní vztahy s říší Ming, když roku 1443 poslal do Pekingu poselstvo s tributem. Mingská vláda se odmítla usmířit, dokud se do Pekingu nedostaví osobně se svými náčelníky, což odmítl. Oblast nebyla klidná a tak mingská vláda rozhodla o třetí kampani, která proběhla v letech 1443–1444. Po příchodu mingské armády do regionu Ava odmítla uznat svou podřízenost a vydat S’ Jen-faa, Číňané reagovali útokem. Dostali až k řece Iravadi, celkově tažení skončilo neúspěšně. Podle barmských kronik byli Číňané poraženi a měli velké ztráty, podle čínských záznamů se vrátili kvůli zásobovacím problémům. Srážky s Avou trvaly i roku 1445, kdy Barmánci otrávili S’ Jen-faa a jeho mrtvolu vydali Číňanům.
V březnu 1448 neuspělo společné mingsko-barmské tažení proti S’ Ťi-faovi. Následovalo rozhodnutí o čtvrté mingské velké vojenské expedici (1448–1449) s účastí Avy i všech států, dříve závislých na Lu-čchuanu. V tažení mingská armáda se svými spojenci rozdrtila S’ Ťi-faa, on sám však i se synem uprchl. Vítězství v druhé jünnanské kampani v Pekingu oslavili v březnu 1449.
Konečnou likvidaci S’ Ťi-faa Číňané nechali na Barmáncích. Ti ho zajali a roku 1454 vydali mingským úřadům. V září 1454 byl v Pekingu popraven. Místní vládci poté uznávali mingskou svrchovanost a posílali do Pekingu tribut až do 16. století.
Války natrvalo upevnily mingskou moc v Jün-nanu, byť za cenu značných nákladů. Vnitropoliticky byly úspěchem Wang Čena a posílily jeho prestiž a reputaci státníka, i když finanční rezervy a zkušení vojevůdci (jako byl Cchao Ťi-siang a Ťiang Kuej) poté chyběli na severní hranici.